# 韦希瑟尔山麓圣科罗纳
韦希瑟尔山麓圣科罗纳是奥地利下奥地利州诺因基兴县的一个市镇。总面积8.75平方公里，总人口391人，人口密度45人/平方公里（2017年）。